# Zazie
Zazie, pseudonimo di Isabelle Marie Anne de Truchis de Varennes (Boulogne-Billancourt, 18 aprile 1964), è una cantautrice francese.

## Biografia
Nata a Boulogne-Billancourt, ha scelto lo pseudonimo Zazie per omaggiare il libro Zazie nel metró di Raymond Queneau. 
Tra le sue influenze musicali vi sono George Brassens, Jacques Brel e Barbara.
Nel 1991 ha firmato un contratto discografico con la Phonogram e l'anno seguente ha pubblicato il suo primo album Je, tu, ils. Ha spesso collaborato con Pascal Obispo. Ha ottenuto il successo con il suo secondo album Zen (1995).
A partire dal suo terzo album Made in Love (1998), ha raggiunto sempre almeno le prime posizioni delle classifiche di vendita francesi (Syndicat national de l'édition phonographique) e belga-vallone.
Nel 2001 ha lavorato con Axel Bauer nel singolo A ma place. Nel 2007 ha scritto diverse canzoni contenute nell'album Inventaire di Christophe Willem. 
Nel 2008 ha pubblicato la raccolta Zest of.
Dal 2015 è giudice di The Voice France.

## Premi
- Victoires de la musique
  - Rivelazione pop dell'anno 1993
  - Video dell'anno (Larsen) 1996
  - Artista femminile dell'anno 1998
  - Gruppo o artista femminile dell'anno 2002
  - Spettacolo musicale, tour o concerto dell'anno 2006
- NRJ Music Awards
  - Canzone francese dell'anno 2002 (A ma place con Axel Bauer)

## Discografia

### Album studio
| Year | Album          | FR  | BE (Vl) | BE (Wa) | SWI | Vendite                                                          |
| ---- | -------------- | --- | ------- | ------- | --- | ---------------------------------------------------------------- |
| 1992 | Je, Tu, Ils    | 173 | –       | –       | –   |                                                                  |
| 1995 | Zen            | 8   | –       | 15      | –   | Syndicat national de l'édition phonographique: oro (300,000+)    |
| 1998 | Made in Love   | 3   | –       | 17      | –   | Syndicat national de l'édition phonographique: oro (345,000)     |
| 2001 | La Zizanie     | 1   | –       | 1       | 28  | Syndicat national de l'édition phonographique: platino (447,600) |
| 2004 | Rodéo          | 2   | –       | 2       | 45  | Syndicat national de l'édition phonographique: platino (315,600) |
| 2007 | Totem          | 1   | –       | 1       | 10  | Syndicat national de l'édition phonographique: platino (327,400) |
| 2010 | Za7ie          | 1   | –       | 1       | 28  | Syndicat national de l'édition phonographique: platino (120,000) |
| 2013 | Cyclo          | 3   | 70      | 3       | 22  | Syndicat national de l'édition phonographique:                   |
| 2016 | Encore heureux |     |         |         |     |                                                                  |
| 2018 | Essenciel      |     |         |         |     |                                                                  |

### Album live
| Year | Album        | FR | BE | SWI | Sales                                                           |
| ---- | ------------ | -- | -- | --- | --------------------------------------------------------------- |
| 1999 | Made In Live | 30 | 39 | –   | Syndicat national de l'édition phonographique: argento (75,000) |
| 2003 | Ze Live!!    | 3  | 6  | 47  | Syndicat national de l'édition phonographique: oro (120,000)    |
| 2006 | Rodéo Tour   | 12 | 7  | 79  | Syndicat national de l'édition phonographique: 26,000           |

### Raccolte
| Year | Album                                          | FR | BE | SWI | Sales                                                   |
| ---- | ---------------------------------------------- | -- | -- | --- | ------------------------------------------------------- |
| 2008 | Zest of                                        | 1  | 1  | 39  | Syndicat national de l'édition phonographique: 152,650+ |
| 2015 | Les 50 plus belle chansons                     |    |    |     |                                                         |
| 2016 | Intégrale enregistrements studio / L'IntégraRe |    |    |     |                                                         |